# Robert Baker (polityk)
Robert Baker (ur. w kwietniu 1862 w Bury St Edmunds w Anglii, zm. 15 czerwca 1943 w Brooklynie) – amerykański polityk, członek Partii Demokratycznej.

## Działalność polityczna
W okresie od 4 marca 1903 do 3 marca 1905 przez jedną kadencję był przedstawicielem 6. okręgu wyborczego w stanie Nowy Jork w Izbie Reprezentantów Stanów Zjednoczonych.